# Valles de Cantabria

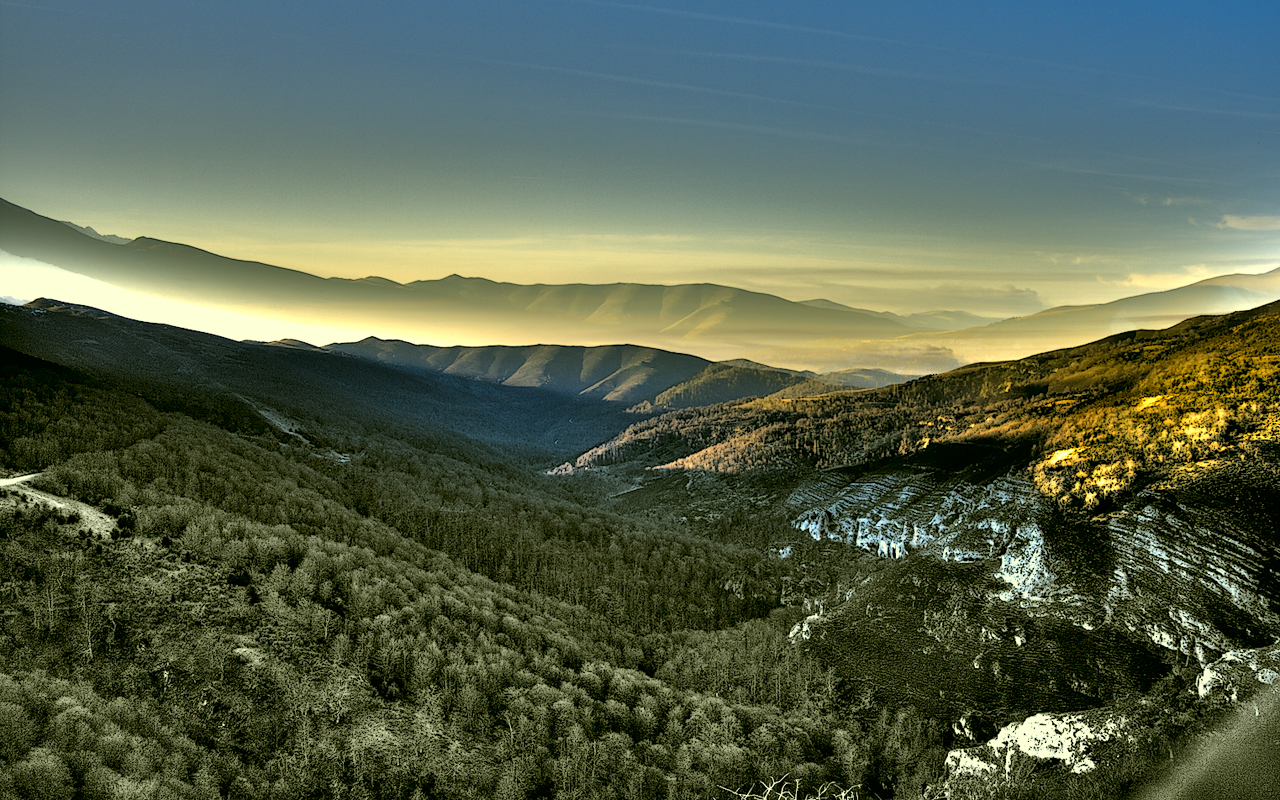
Cabuérniga nevada (imagen HDR).

Cantabria se caracteriza por ser una región montañosa, lo que facilita la aparición de pequeños valles perpendiculares a la costa, excepto en el sur de la comunidad, que mira a la meseta, y en la comarca de Liébana. Los valles de Cantabria son unidades culturales dentro de la geografía cántabra, con valores, indentificadores sociales y modelos económicos tradicionales diferenciados, que a la vez forman unidades regionales, territorios históricamente independientes hasta la definitiva constitución de la provincia de Santander en 1833.

## Orografía
La orografía de Cantabria está marcada por su constreñimiento entre el mar Cantábrico y la cordillera Cantábrica. Esta última desciende en valles perpendiculares a la costa, donde hay también algunas sierras paralelas a ella, como la que atraviesa la franja costera de Santillana del Mar.

## Historia
Históricamente los valles de Cantabria han dado lugar a divisiones comarcales con características diferenciadas. Especialmente han existido dos agrupaciones locales importantes: los llamados Valles Pasiegos, que forman un paisaje con identidad propia y explícita dentro de la comunidad, y los Nueve Valles, que se enfrentaron en su día al Consulado de Burgos para constituir una provincia propia. 

### Edad Media
Comenzada la Edad Media se inicia el proceso de repoblación en Cantabria, parte del reino de Asturias. Aparecen entonces construcciones defensivas que buscan las cumbres para convertirse en atalayas y poder dominar dos valles a la vez, controlando así diferentes accesos. Uno de estos casos es el de la Bolera de los Moros, en el municipio de Peñarrubia, que probablemente controló los accesos de Liébana a la costa. Durante el Medievo se van creando pequeños castillos en lo alto de las sierras, no muy distantes entre sí, de manera que pudieran verse unos a otros y controlar todos los valles.
Con el desarrollo de la nobleza y sus conflictos, este estamento construyó en la Baja Edad Media un gran número de torres que servían a la vez como pequeñas fortalezas, viviendas y atalayas, pues en un principio se edificaron en lugares altos. Más tarde aparecieron en los valles. Debido a su altura eran capaces de controlar estos.
Paralelamente a este proceso, que tuvo como escenario fundamental las sierras de Cantabria, los valles jugaron un papel muy importante en la región, pues todas las localidades de un valle tenían consciencia de una unión superior a la que tenían con localidades de otros valles. La fortaleza de estas uniones les llevó a constituir una serie de juntas. La importancia de esta organización ciudadana se muestra claramente durante el Pleito de los Nueve Valles, que enfrentó a los valles de las Asturias de Santillana con los duques del Infantado. Anteriormente el valle de Carriedo había intentado desgajarse del poder señorial, así como Liébana. En todos estos casos los valles actuaron como entidades políticas que elevaron sus protestas ante los reyes de Castilla.

### Edad Moderna
Las juntas de los valles desaparecieron con las sucesivas provincias que los fueron englobando una vez fallado el Pleito de los Nueve Valles a favor de éstos, que se constituyeron primero en la provincia de los Nueve Valles y después en la provincia de Cantabria. Sin embargo, las diferencias sociales y económicas entre los valles y la costa se agudizó notablemente hacia 1750 a causa del camino de las Harinas, que unía Alar del Rey con Santander pasando por el valle del Besaya. El resultado de este camino real fue el despegue económico de las zonas que atravesaba y el hundimiento del resto, cuyas infraestructuras de comunicación dejaron de utilizarse.

## Lista de valles de Cantabria
A continuación se ofrece un listado de los valles de Cantabria, ordenados por orden alfabético. En el eje mayoritario norte-sur, los mayores valles son el del Pas y el del Besaya.
- Valle de Anievas
- Valle del Asón
- Valle del Besaya
- Valle de Buelna
- Valle de Cabezón
- Valle de Cabuérniga
- Valle de Camargo
- Valle de Campoo
- Valle de Carriedo
- Valle de Castañeda
- Valle de Cayón
- Valle de Cieza
- Valle de Guriezo
- Valle de Herrerías
- Valle de Iguña
- Valle de Lamasón
- Valle del Langos
- Valle de Liendo
- Valle de Luena o valle del Magdalena
- Valle de Matienzo
- Valle de Meruelo
- Valle del Miera
- Valle de Muslera
- Valle del Nansa
- Valle del Pas
- Valle de Penagos
- Valle de Peñarrubia
- Valle de Piélagos
- Valle del Pisueña
- Valle de Polaciones
- Valle de Ruesga
- Valle del Saja
- Valle de Sámano
- Valle de Soba
- Valle de Toranzo
- Valle de Transmiera
- Valle del Trueba
- Valle de Tudanca
- Valle de Valdáliga
- Valdebaró
- Valdeolea
- Valderredible
- Valle de Val de San Vicente
- Valle de Villaescusa
- Valle de Villaverde
- Valle del Yera